# Malu Pessin
Malu Pessin, nome artístico de Maria Luiza Pessin (São José do Rio Preto, 6 de março de 1949) é uma atriz brasileira. Com um vasto currículo no Teatro, Malu já trabalhou no Grupo Tapa e com atores como John Herbert. Seu personagem mais marcante na televisão foi como a ardilosa Governanta Germana em Fascinação de Walcyr Carrasco.

## Filmografia[1]

### Televisão
| Ano  | Título                   | Personagem           | Notas                         |
| ---- | ------------------------ | -------------------- | ----------------------------- |
| 2005 | Senta que Lá Vem Comédia | —                    | Episódio: "Os Ossos do Barão" |
| 2002 | Sandy & Junior           | Dona Marlene         |                               |
| 2000 | Chiquititas              | Inácia (Iaiá)        | Temporada 5                   |
| 1998 | Meu Pé de Laranja Lima   | Letícia              |                               |
| 1998 | Fascinação               | Germana Stradivarius |                               |
| 1989 | Cortina de Vidro         | Marta                |                               |
| 1982 | Maria Stuart             | Celine               |                               |

### Cinema[4]
| Ano  | Título                    | Personagem   | Notas     |
| ---- | ------------------------- | ------------ | --------- |
| 2009 | Insolação                 | Mãe de Liuba |           |
| 2002 | Sabor da Paixão           | Esther       |           |
| 2000 | Angelitos                 |              | Dubladora |
| 1998 | Bocage, o Triunfo do Amor | Bocageana    |           |
| 1987 | O País dos Tenentes       | Governanta   |           |

## Trabalhos no Teatro[7]
| Ano  | Título                             | Personagem                   | Direção                           |
| ---- | ---------------------------------- | ---------------------------- | --------------------------------- |
| 2010 | Tempo de Comédia                   | Atriz Robô                   | Eliana Fonseca                    |
| 2007 | My Fair Lady                       | Sra. Higgins                 | Jorge Takla                       |
| 2006 | A Louca de Chaillot                | Constância, a louca de Passy | Ruy Cortez                        |
| 2001 | Fim de Jogo                        | Nell                         | Francisco Medeiros                |
| 2001 | Os Órfãos de Jânio                 | Funcionária pública          | Eduardo Tolentino                 |
| 1998 | Jogo da Velha                      | —                            | Attílio Riccó                     |
| 1997 | Trilogia Kafka                     | —                            | Gerald Thomas                     |
| 1997 | Assembléia de Mulheres             | Mulher ateniense             | Moacyr Góes                       |
| 1996 | Um Céu de Estrelas                 | —                            | Lígia Cortez                      |
| 1994 | Corte Fatal                        | —                            | Noemi Marinho                     |
| 1992 | Calígula                           | —                            | Djalma Limongi                    |
| 1988 | Um Processo                        | —                            | Gerald Thomas                     |
| 1986 | A Hora e a Vez de Augusto Matraga  | —                            | Antunes Filho Malu Pessin         |
| 1984 | Romeu e Julieta                    | —                            | Antunes Filho                     |
| 1984 | Macunaíma                          | —                            | Antunes Filho                     |
| 1984 | Nelson 2 Rodrigues                 | Tia Rute                     | Antunes Filho                     |
| 1978 | O Dragão                           | —                            | Cláudio Lucchesi Marcello Peixoto |
| 1978 | Tudo em Tudo                       | —                            | Odavlas Petti                     |
| 1977 | Do Lamento do Sol à Miséria do Sal | —                            | Sylvio Zilber                     |
| 1977 | Mariana Piñeda                     | —                            | Emílio di Biasi                   |

## Prêmios e Indicações
| Ano  | Prêmio       | Indicação    | Trabalho           | Resultado | ref           |
| ---- | ------------ | ------------ | ------------------ | --------- | ------------- |
| 2002 | Prêmio Shell | Melhor Atriz | Os Órfãos de Jânio | Indicado  | [ 14 ] [ 15 ] |